# Club Deportivo Zúñiga
Deportivo Zúñiga es un club de fútbol de la ciudad de Lima, Perú. Se fundó en 1980 y se dedica en la formación de jugadores, participando en campeonatos de menores y juveniles. Participó en la Segunda División del Perú en los años 1990 y actualmente juega en la Copa Perú.

## Historia
El club se formó inicialmente con el nombre  Deportivo Transportes Zuñiga. Participó en la Segunda Profesional desde 1991 tras comprarle la categoría al Defensor Rímac. Durante ese periodo, el club cambió su denominación a  Deportivo Zuñiga. Se mantuvo hasta 1998, donde perdió la categoría en un partido extra contra Virgen de Chapi. En ese periodo logró ser 3 veces subcampeón de la Segunda Profesional. 
El Deportivo Zúñiga, desde entonces se mantuvo en la Primera División de la liga de La Molina hasta 2010, donde terminó último de la tabla. Para el 2011 estuvo jugando en la Segunda División de esa liga hasta 2016, que logró el retorno a la Primera Distrital. Después de mucho tiempo, el Deportivo Zúñiga, logra el título de la liga en la Serie A de la temporada 2017. Con este mérito, está clasificado al torneo de las interligas de Lima del presente año. Define el título de la distrital contra Alianza Santa Cruz, campeón de la Serie B. Finalmente Deportivo Zúñiga pierde 1 - 2, y consigue el subcampeonato de la liga.
El Deportivo Zúñiga derrota por 4 - 1 al Real Madrid (La Victoria) y por 2 - 0 frente Nueva Juventud (Villa El Salvador), clasificando a la Segunda Fase del torneo de Interligas de Lima. El club fue eliminado durante la segunda fase, por Atlético Tornado de Ate-Vitarte por 2 - 1 en el primer partido y empatando 2 - 2 en el vuelta. Para la siguiente temporada, el club integra la Serie B del torneo. Al final de la liga, el Deportivo Zúñiga consigue salvar la categoría.

## Actualidad
Después del reanudación de las ligas distritales, el club volvió a competir en la Primera Distrital de La Molina en el presente año 2022. El Deportivo Zúñiga logra clasificar como mejor tercer puesto y accede a las Interligas de Lima 2022. Seguidamente fue seleccionado al grupo 08 de la primera fase. El club consigue un solo triunfo por 2-0 frente al Sport Bengala, concluyendo su participación en las Interligas.
En la edición 2023 de la liga, el Deportivo Zúñiga pierde en la primera fecha por 0-1 contra Athletic Balz, en el grupo B. Luego realiza una goleada 6-2 contra Defensor Arenera en la segunda fecha de la liga. Otro triunfo más por 2-1 frente el Atlético Internacional Cristiano. En la cuarta fecha de la liga, el Deportivo Zúñiga gana por goleada 7-0 frente Alianza Santa Cruz.
Al final el Deportivo Zúñiga campeona en la Serie B y clasifica a las Interligas 2023. En la primera fecha de las Interligas de la fase 1 el club golea al Deportivo Car Municipal 9-0. El Deportivo Zúñiga clasifica a la segunda fase. Sin embargo pierde contra Sol de Vitarte por 0-3 y es eliminado del torneo.

## Datos del club
- Temporadas en Segunda División:  8 (1991 - 1998).

## Uniformes
- Uniforme titular: Camiseta Azul, pantalón blanco, medias blancas.
- Uniforme alternativo: Camiseta Blanca, pantalón azul, medias blancas.

#### Titular
| Titular 1 | Titular 2 | Titular 3 | Titular 4 | Titular 5 | Titular 6 | Titular 7 | Titular 8 | Titular 9 |  |

#### Alterno
| Alterno 1 | Alterno 2 | Alterno 3 | Alterno 4 | Alterno 5 | Alterno 6 | Alterno 7 | Alterno 8 |  |

## Palmarés

### Torneos nacionales
- Subcampeón de la Segunda División del Perú (3): 1991, 1994, 1995.

### Torneos regionales
- Segunda División Distrital La Molina (1): 2016.
- Subcampeón de Liga Distrital La Molina: 2017, 2023.

## Filiales

### Deportivo Zúñiga S.A.C.
Es el segundo equipo B del club fundado en el 2023. En el mismo año se afilia en la segunda división distrital de La Molina, ante la ausencia del Deportivo Zúñiga FC. El Deportivo Zúñiga S.A.C. participa en la Serie B pero termina último del campeonato y perdiendo la categoría.
- Segunda División de La Molina 2023.

### Deportivo Zúñiga F.C.
El Deportivo Zúñiga F.C. o Zúñiga F.C., es el equipo B y filial del histórico. En la actualidad, milita en la tercera división distrital de La Molina. El club logra el invicto de la tercera división distrital, serie A, asegurando su pase a la segunda división distrital de La Molina, temporada 2023. Un gran logro para un equipo muy joven.
- Liga de La Molina 2022: Tercera División

### Deportivo Zúñiga Federación
Son los equipos que representa a la canteras del club y que participan en la Copa Federación, en sus diferentes categorías.
- Facebook: Deportivo Zúñiga Federación Sede Oficial